# 大隈湾

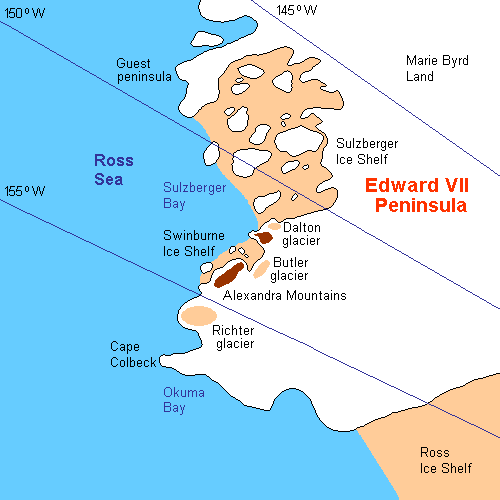
大隈湾周辺の地図

大隈湾（おおくまわん、英: Okuma Bay）は、南極大陸からロス海に突き出たエドワード7世半島の西岸、ロス棚氷との接続部にある湾。白瀬海岸の一部にあたる。

## 歴史
1902年、イギリスのロバート・スコット率いるディスカバリー号の探検によって、この湾は発見された。1912年、日本の南極探検隊を率いる白瀬矗中尉によって、大隈重信に因み「大隈湾」と命名された。
大隈重信は白瀬の南極探検の重要な支援者であり、「南極探検後援会」の会長を務めていた。大隈湾（Okuma Bay）という命名は、1933年にアメリカ地理学協会によって認められ、国際的な名称となった。なお、大隈湾を含むエドワード7世半島西岸一帯は、1961年に白瀬海岸（Shirase Coast）と名付けられている。